# San Antonio Silver Stars 2011
La stagione 2011 delle San Antonio Silver Stars fu la 15ª nella WNBA per la franchigia.
Le San Antonio Silver Stars arrivarono quarte nella Western Conference con un record di 18-16. Nei play-off persero la semifinale di conference con le Minnesota Lynx (2-1).

## Roster
| N° | Naz.                                 | Ruolo | Sportivo          | Anno | Alt. | Peso |
| -- | ------------------------------------ | ----- | ----------------- | ---- | ---- | ---- |
| 00 | Stati Uniti (bandiera)               | C     | Ruth Riley        | 1979 | 196  | 90   |
| 3  | Stati Uniti (bandiera)               | G     | Scholanda Dorrell | 1983 | 180  | 73   |
| 5  | Stati Uniti (bandiera)               | G     | Roneeka Hodges    | 1982 | 180  | 75   |
| 7  | Stati Uniti (bandiera)               | G     | Jia Perkins       | 1982 | 173  | 70   |
| 13 | Stati Uniti (bandiera)               | G     | Danielle Robinson | 1989 | 175  | 57   |
| 21 | Stati Uniti (bandiera)               | A     | Porsha Phillips   | 1988 | 188  | 78   |
| 23 | Stati Uniti (bandiera)               | AC    | Danielle Adams    | 1989 | 185  | 108  |
| 25 | Stati Uniti (bandiera)               | G     | Becky Hammon      | 1977 | 168  | 62   |
| 32 | Stati Uniti (bandiera)               | C     | Jayne Appel       | 1988 | 193  | 95   |
| 33 | Saint Vincent e Grenadine (bandiera) | A     | Sophia Young      | 1983 | 185  | 75   |
| 41 | Australia (bandiera)                 | G     | Tully Bevilaqua   | 1972 | 170  | 66   |

## Staff tecnico
- Allenatore: Dan Hughes
- Vice-allenatori: Vickie Johnson, Steve Shuman
- Preparatore atletico: Tonya Holley
- Preparatore fisico: Mike Ekanem